# Jyllands-Posten
Jyllands-Posten est l'un des principaux quotidiens danois, et le principal quotidien conservateur du pays. 
Il a été remarqué au niveau international, au moment de l'affaire des caricatures de Mahomet.

## Description
Le Jyllands-Posten est considéré comme l'un des principaux quotidiens danois avec Politiken
et comme le principal journal conservateur du pays.
Il est publié par JP/Politikens Hus, un des plus grands groupes de presse du pays.

## Ligne éditoriale

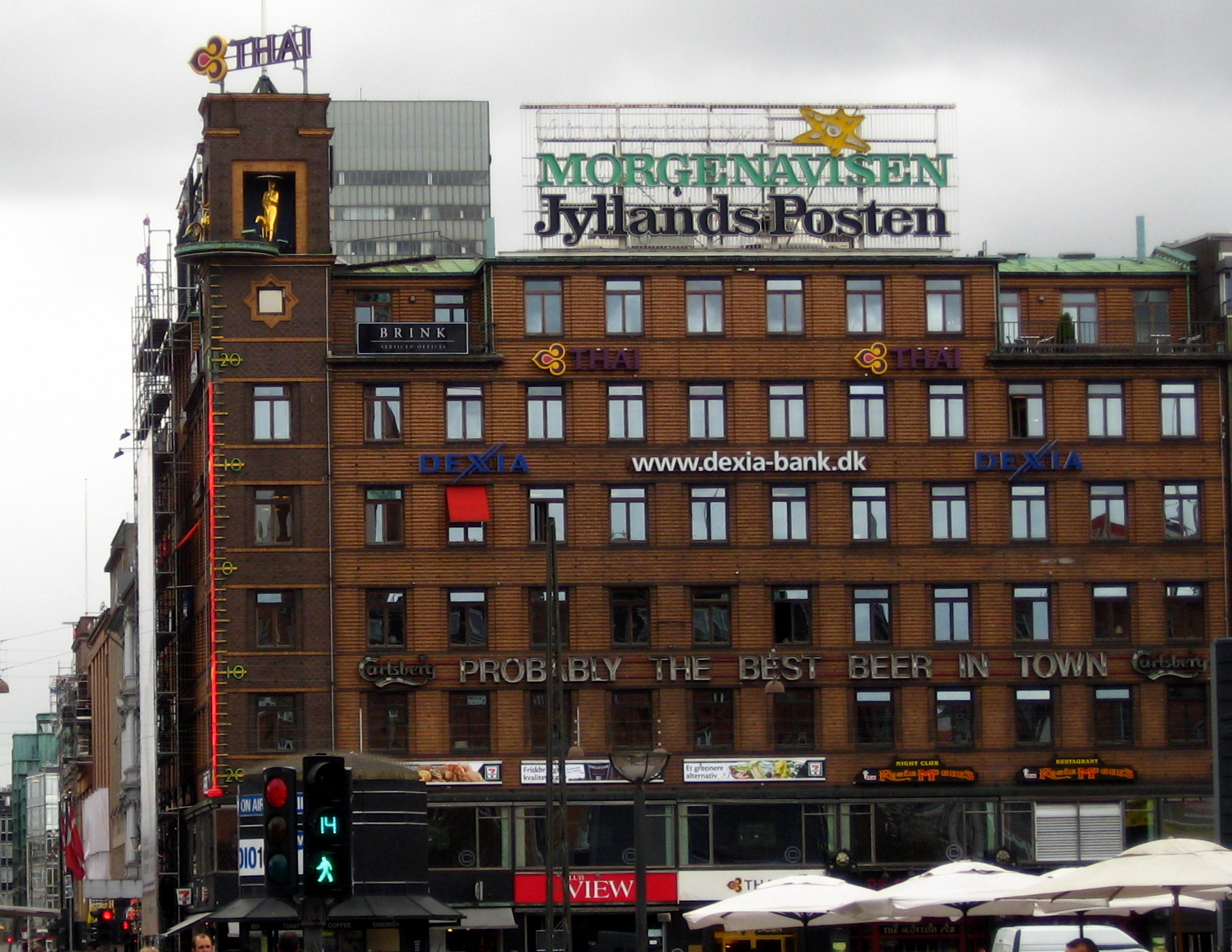
Publicité pour le quotidien à Copenhague.

Jusqu'en 1938, il soutenait officiellement le Parti conservateur. Dans les années 1920 et 1930, le journal exprimait des opinions positives sur plusieurs partis et régimes fascistes européens[réf. souhaitée].
Depuis la rupture avec ce parti, le journal se définit comme indépendant de droite. Le journal est aujourd'hui de tendance libérale-conservatrice.

## Équipe éditoriale
Carsten Juste est le rédacteur en chef du quotidien lors de la publication initiale des caricatures de Mahomet en septembre 2005. Le responsable de la publication des caricatures était le rédacteur en chef des pages culture, Flemming Rose.

## Historique
Le 30 septembre 2005, le journal publie les 12 caricatures de Mahomet, qui ont été le point de départ d'une crise internationale d'une ampleur inconnue jusque-là.